# 荣淑帝姬
榮淑帝姬（1106年—1110年），宋徽宗第十一女，生母顯肅皇后。
宋徽宗大觀元年（1107年）五月封榮庆公主，大觀二年（1108年）二月，改封懿福公主。公主在大觀四年（1110年）十一月早卒夭折，追封蔡国公主。政和三年（1113年），改公主号为帝姬，国号改为二字美名，政和四年（1114年）十二月，追封榮淑帝姬。